# Baylham
Baylham – wieś w Anglii, w hrabstwie Suffolk, w dystrykcie Mid Suffolk. Leży 9 km na północny zachód od miasta Ipswich i 107 km na północny wschód od Londynu. W 2001 miejscowość liczyła 251 mieszkańców.